# Reductor
Een reductor of elektronendonor is een chemische stof die in een redoxreactie elektronen afstaat aan een oxidator.
Een voorbeeld van een reductor wordt weergegeven in onderstaande halfreactie:
{\displaystyle {\ce {Fe^2+ -> Fe^3+ + e^-}}}
In bovenstaande oxidatie is Fe2+ de reductor. Het staat één elektron af en wordt daarbij geoxideerd tot Fe3+.

## Sterkte van reductoren

Natrium en fluor vormen een ionbinding door middel van een redoxreactie. Natrium staat zijn buitenste elektron af aan het fluoratoom. Het natrium wordt geoxideerd en het fluor wordt gereduceerd.

Er is een groot verschil in de sterkte van reductoren. De sterkte van een reductor is op te maken uit de tabel van standaardelektrodepotentialen. 
Zo zal natrium (Na) makkelijk een elektron afstaan en is daarmee een sterke reductor. Een zeer sterke reductor is lithium (Li). 
Het chloride-ion (Cl−) daarentegen staat zijn extra elektron moeilijk af en is daarmee een zwakke reductor. Een zeer zwakke reductor is het fluoride-ion (F−).
Een voorbeeld waarbij de sterkte van reductoren wordt gebruikt zijn opofferingsmetalen.